# Latresne
Latresne là một xã trong tỉnh Gironde, thuộc vùng Nouvelle-Aquitaine của nước Pháp, có dân số là 3.195 người (thời điểm 1999). Xã nằm trong vùng đô thị của thành phố Bordeaux. Trong khi Latresne trong năm 1962 còn có trên 1969 dân cư thì năm 1999 đã có 3.195 người dân. Latresne là một nơi trồng nho, thuộc Premières Côtes de Bordeaux trong vùng trồng nho Entre-Deux-Mers.